# Mystery Party
Mystery Party is een televisieprogramma van de Nederlandse omroep BNN. In het programma gaan Sophie Hilbrand en Kürt Rogiers samen met hun team naar iemand toe die graag een groot themafeest wil organiseren. Hilbrand en Rogiers zorgen er zelf voor dat de ouders niet thuis zijn(het feest wordt gevierd in en rond het huis van de ouders). Ook zorgen zij samen met een heel team voor de versiering van het huis en de materialen voor het feest(podium, catering en dj's) en versturen zij uitnodigingen aan vrienden en vriendinnen van het feestvarken die op het feest zullen verschijnen. Vaak worden de ouders naar een saaie bijeenkomst gestuurd. Na afloop van het feest, waarop tevens een gastartiest een optreden geeft, wordt een video-opname aan de ouders vertoond, om te laten zien wat er die avond allemaal is gebeurd.
Het televisieprogramma was te zien in 2005 op de voormalige tv-zender Nederland 2.
3 op Reis ·
Afkicken ·
De allerslechtste echtgenoot van Nederland ·
Atletico Ananas ·
AVRO's Sterrenslag ·
Baby te huur ·
De Badgasten ·
De beste ·
Bitches ·
Bloed, Zweet en Luxeproblemen ·
Break Free · 
Cash Cab ·
Comedy Live ·
Costa! ·
Crazy 88 ·
Dennis en Valerio vs de rest ·
Dennis vs Valerio ·
Doe Maar Normaal ·
Egoland ·
Feuten ·
Finals ·
Floortje en de ambassadeurs · 
Floortje naar het einde van de wereld ·
Get Smarter in a Week ·
Golden Oldies ·
De Grote Donorshow ·
Hey DJ ·
Je zal het maar hebben ·
Je zal het maar zijn ·
Kannibalen ·
Katja vs Bridget ·
Katja vs De Rest ·
Kebab TV ·
De Klimaatpolitie ·
Lama gezocht ·
De Lama's ·
Lijst 0 ·
Loverboys ·
MaDiWoDoVrijdagshow ·
De Man met de Hamer ·
Mystery Party ·
De Nationale Eettest ·
De Nationale IQ Test ·
Neuken doe je zo! ·
De Nieuwste Show ·
Nu we er toch zijn ·
Onderweg naar Morgen ·
Over Mijn Lijk ·
Ranking the Stars ·
Rat van Fortuin ·
Ruben vs Geraldine ·
Ruben vs Katja ·
Ruben vs Sophie ·
Het schnitzelparadijs ·
De School ·
De slechtste chauffeur van Nederland ·
Sluipschutters ·
Smeris ·
De Social Club ·
Spuiten en Slikken ·
De Stalkshow ·
StartUp ·
Sterretje Gezocht ·
Stop in the Name of Love ·
Tessa ·
Tequila ·
Top of the Pops ·
Try Before You Die ·
Van God Los ·
Vier handen op één buik ·
VOC ·
Vrijdag op Maandag ·
Waar kan ik je 's nachts voor wakker maken? ·
Walhalla ·
Weg met BNN ·
De Zeven Zeeën